# Беннокберн (Іллінойс)
Беннокберн (англ. Bannockburn) — селище (англ. village) в США, в окрузі Лейк штату Іллінойс. Населення — 1013 особи (2020).

## Географія
Беннокберн розташований за координатами 42°11′32″ пн. ш. 87°52′11″ зх. д. / 42.19222° пн. ш. 87.86972° зх. д. (42.192226, -87.869805).  За даними Бюро перепису населення США в 2010 році селище мало площу 5,29 км², з яких 5,23 км² — суходіл та 0,06 км² — водойми.

## Демографія
Згідно з переписом 2010 року, у селищі мешкали 1583 особи в 358 домогосподарствах у складі 295 родин. Густота населення становила 299 осіб/км².  Було 376 помешкань (71/км²).
Расовий склад населення:
| - 76,6 % — білих - 13,8 % — азіатів - 6,1 % — чорних або афроамериканців - 0,3 % — корінних американців - 0,1 % — вихідців з тихоокеанських островів |

До двох чи більше рас належало 2,2 %. Частка іспаномовних становила 3,3 % від усіх жителів.
За віковим діапазоном населення розподілялося таким чином: 15,6 % — особи молодші 18 років, 78,1 % — особи у віці 18—64 років, 6,3 % — особи у віці 65 років та старші. Медіана віку мешканця становила 23,9 року. На 100 осіб жіночої статі у селищі припадало 109,4 чоловіків;  на 100 жінок у віці від 18 років та старших — 111,4 чоловіків також старших 18 років.
Середній дохід на одне домашнє господарство  становив 191 112 долари США (медіана — 103 611), а середній дохід на одну сім'ю — 211 405 доларів (медіана — 150 208). Медіана доходів становила 101 875 доларів для чоловіків та 46 250 доларів для жінок. За межею бідності перебувало 12,9 % осіб, у тому числі 20,4 % дітей у віці до 18 років та 7,3 % осіб у віці 65 років та старших.
Цивільне працевлаштоване населення становило 591 осіб. Основні галузі зайнятості: освіта, охорона здоров'я та соціальна допомога — 38,1 %, науковці, спеціалісти, менеджери — 15,6 %, мистецтво, розваги та відпочинок — 12,5 %.